# Andreas von Ettingshausen

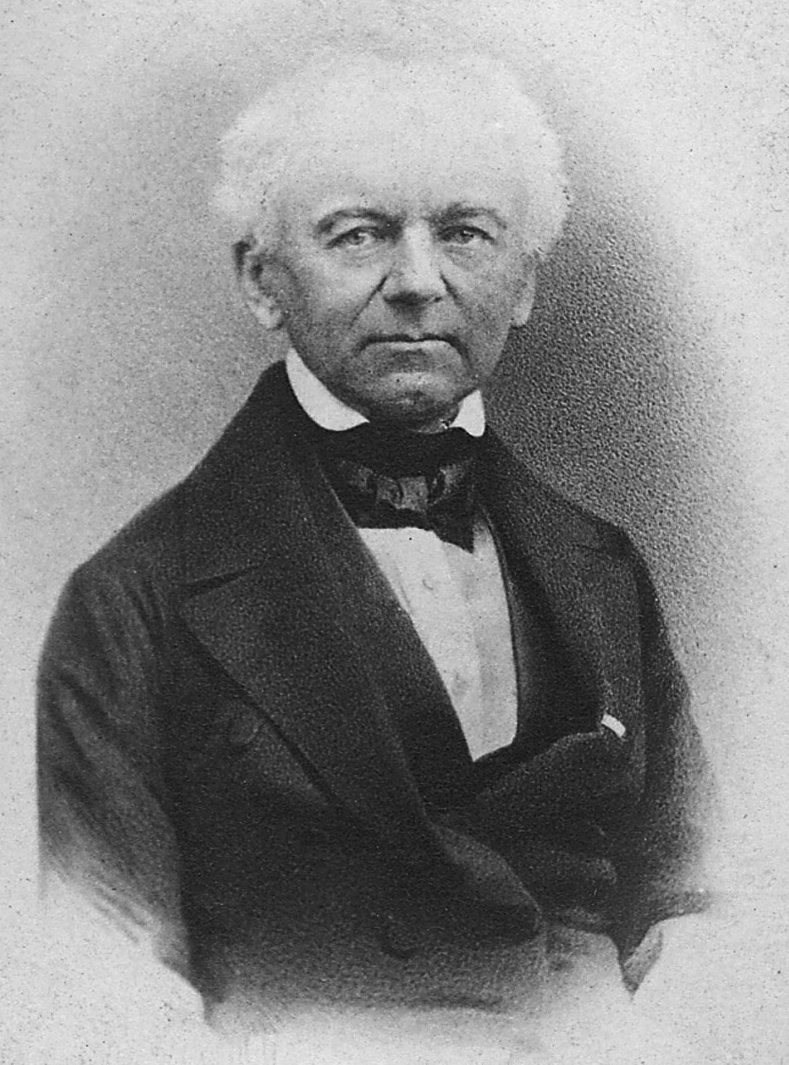
Andreas von Ettingshausen.

Andreas von Ettingshausen, född 25 november 1796 i Heidelberg, död 25 maj 1878, var en tyskfödd österrikisk matematiker och fysiker. Han var far till Constantin von Ettingshausen.
Ettingshausen blev professor i matematik i Wien 1821 och i fysik 1834. Han gjorde sig känd som en framstående lärare och utövade stort inflytande på metodiken för fysikundervisningen, både genom sin personliga lärarverksamhet och genom sin Lehrbuch der Physik (1844). Ettingshausen var under ett antal år medredaktör för Zeitschrift für Physik und Mathematik. Vid sitt avsked 1866 upphöjdes han till friherre.